# 베트남-프랑스 관계
베트남과 프랑스 간의 관계는 외교적 및 역사적 관계를 의미하며, 17세기 예수회 신부 알렉상드르 드 로드의 선교 활동으로 시작되었다. 18세기 동안 여러 상인들이 베트남을 방문했으며, 1787년부터 1789년까지 피에르 피뇨 드 베엔 지휘하에 프랑스 군대의 주요 개입이 응우옌 왕조 수립을 도왔다. 19세기에는 가톨릭 선교사들의 활동 보호를 명분으로 프랑스가 베트남에 깊이 관여하였다.

## 최초의 접촉

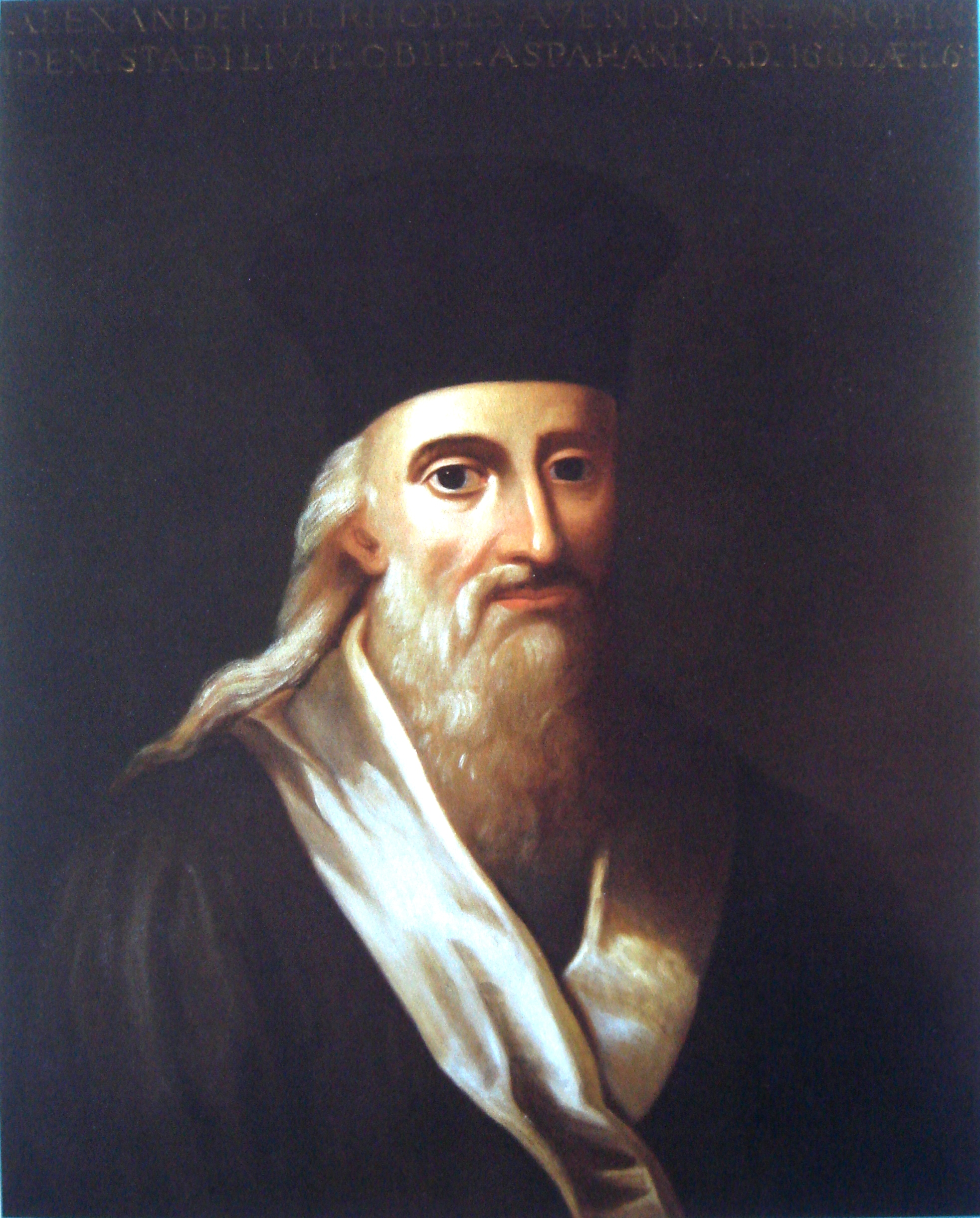
알렉상드르 드 로드

베트남을 방문한 최초의 프랑스인 중 하나는 예수회 신부 알렉상드르 드 로드이다. 그는 1620년에 베트남에 도착했다. 그가 베트남에 머무는 동안, 최초의 베트남어 교리 문답을 썼고, 그곳에서 계속 살았다. 알렉상드르 드 로드는 1650년에 유럽으로 돌아갔다. 베트남에서 로마 가톨릭 교회의 발전(당시에 베트남 인구 약 10만 명이 가톨릭으로 개종)을 더 잘 이끌기 위해 주교가 파견해야 한다고 주장했다. 그는 주교를 파견하여 강력한 현지인 성직자를 만들고, 1620년경에 일본 기독교인 탄압에서 본 사례처럼 베트남에서 재앙적 수준의 기독교 탄압을 피해야 한다고 주장했다.
| “ | 우리는 일본 교회에 일어난 일이 안남 교회에도 일어날 수 있다는 두려움을 가지고 있습니다. 왜냐하면 통킹과 코친차이나에 있는 이 왕 들은 전쟁에서 매우 강력하고 익숙하기 때문입니다. 교황청은 성좌가 기적적인 방법으로 기독교인들을 배가시키는 이 동양 지역에서 자체적인 사제를 양육할 필요가 있습니다. 주교가 없다면, 이 사람들은 성사없이 죽을 것이며 명백히 지옥으로 떨어질 겁니다. | ” |
|   | — 알렉상드르 드 로드 |   |

알렉상드르 드 로드의 노력으로 파리 외방전교회가 창설되었으며, 가톨릭 프랑스가 아시아에서 새로운 선교사로 참여하게 되었다. 1660년부터 인접국 시암의 아유타야에서 프랑수와 팔루와 람베르 드 라 모트에 의해 기초가 닦여졌다. 그들은 그곳에서 베트남에 선교사를 파견하기 위해 많은 노력을 기울였다.

## 프랑스의 후레 왕조 도래

### 1802년
18세기 중엽에 프랑스는 인도에서 영국에게 패한 플라시 전투 이후 베트남으로 진출하게 되었다. 당시 베트남은 남북 대립시기로 명목상의 후 레 왕조하에, 북쪽은 하노이에 레 가문(黎氏)가, 남쪽에는 후에에 응우옌 가문(阮氏)이 세력을 잡고 있었다. 그러다가 1777년에 또다른 완씨가 후에를 빼앗고 하노이 마저 차지하여 떠이선 왕조(1778년 ~ 1802년)를 세웠다. 이에 처음부터 후에에 있었던 완씨, 응우옌푹아인(훗날, 응우옌 왕조의 초대 황제 자롱)이 프랑스의 선교사 피뇨 드 비엔을 통하여 프랑스에게 도움을 요청하였다. 프랑스는 영토 할양과 프랑스인의 거주, 왕래, 상행위의 자유 등 특혜를 조건으로 내세워 원조하기로 하였으나, 프랑스의 별다른 도움 없이 1802년, 후에에 응우옌 왕조가 다시 일어나 마침내 베트남 전역을 통일하였다. :335~337

## 프랑스의 응우옌 왕조 침략
베트남을 포함한 동남아시아는 19세기 이후, 유럽 열강의 침략에 의해 식민지화가 진행되었다. 프랑스는 청나라와 불평등 조약인 톈진 조약을 체결(1858년)한 직후, 무장 침략을 통하여 베트남을 강점하고 자기의 식민지로 삼았다. 1850년대부터 1880년대까지 프랑스군은 남키의 다낭·비엔호아성·자딘성(현재의 호찌민시)·딘뜨엉성 등의 땅을 침략하여 점령한 후, 침략을 연장하여 통킹의 하노이·하이즈엉·남딘 등의 땅까지 세력을 뻗었다. 게다가, 내부의 혼란에 빠진 응우옌 왕조로 하여금 국토를 할양하고 배상금을 지불하도록 하는 사이공 조약(1862년)의 체결을 강요하였다. 이 때 프랑스가 얻은 토지는 프랑스령 인도차이나의 일부를 이루게 된다. 프랑스는 제1차 후에 조약·제2차 후에 조약을 맺고 베트남을 보호령에 편입시키는 데 성공했다. 베트남은 프랑스령 인도차이나 총독부의 지배 하에서 무거운 세금과 부역, 소금·알코올·아편의 전매 등의 착취를 받았다. 저항 운동에 참여한 자의 다수는 비밀경찰에 의해 투옥되고 사형을 당하였다. 베트남은 프랑스령 인도차이나 총독부로부터 경제적인 수탈뿐 아니라 전통 문화를 파괴당하고 프랑스 문화를 강요당하는 등 전형적인 식민지 정책의 압정을 겪었다. 그러다가 제2차 세계대전 중 프랑스 본국이 독일에 점령되고, 중일 전쟁의 확대에 따라, 일본은 프랑스로부터 중화민국의 물자를 차단시키기 위해 비시 프랑스 정권과 친화 정책을 써서 프랑스령 인도차이나에 일본군 진주를 인정받았다.

### 응우옌 왕조 성립부터 코친차이나 할양

#### 1802년~1862년

##### 응우옌 왕조 명명제
응우옌 왕조 초기 얼마간, 베트남과 프랑스는 교섭이 없었다가 프랑스는 프랑스 혁명(1789년)과 나폴레옹 전쟁 종전(1815년) 이후, 통상관계를 요구하고 베트남에 사자를 파견하는 등 베트남의 경영문제에 대하여 적극적인 자세로 나왔다.:335~337 그러나 자롱 황제는 왕조수립의 공적을 인정하여 프랑스 사람을 우대하고 있었지만, 통상요구에 대해서는 일관되게 거부하는 입장을 취하여, 프랑스의 태도를 보고 경계하기 시작하여 쌍방의 관계는 악화되었다.:335~337 게다가 명명제가 즉위(1820년)하면서 점차 프랑스 사람에 대한 우대조치도 인정받지 못하게 되었다. 1826년에는 개국을 요구하는 프랑스 군함의 함장과의 접견을 거부하고, 1826년에는 역시 건국 때의 공적자인 프랑스인 쇼니의 조카가 영사 자격으로 순방을 해왔지만 이것마저 거부해, 베트남과 프랑스의 공식 관계는 한동안 중단되었다.

##### 가톨릭 탄압
더구나 이 시기에 베트남에서 기독교가 박해받음으로써 베트남-프랑스 간의 관계가 극도로 악화되었다. 명명제가 즉위하면서 기독교에 대한 탄압이 시작되어, 1836년에 유럽인 선교사 7명을 처형하고 수백의 교회가 파괴되자, 교회탄압을 두려워한 수 만의 민중들이 산이나 들로 숨어들었다. 19세기 중반 베트남의 가톨릭교도가 45만 명으로 늘어났다. 응우옌 왕조는 대대적인 기독교 탄압을 하였다. 1840년~1860년까지 유럽인 선교사 25명과 베트남 성직자 300명을 처형하여 2만 명의 신도가 죽었고, 그들의 마을은 완전히 파괴되었다.

##### 함대 파병
1842년 영국이 제1차 아편 전쟁에서 승전하고, 난징 조약 체결로 중국 내 우위를 점하기 시작하자, 프랑스는 남쪽에서 중국으로 접근함으로써 이러한 영국의 개입에 대응하기를 희망하였다. 이에, 1843년 프랑스의 외무장관 프랑수아 기조는 장바티스트 세실 제독과 레오나르 샤르네르(Léonard Charner) 대령의 지휘하에 베트남에 함대를 파병하였다. 이것은 프랑스의 베트남에 대한 개입의 시작이었다. 그러나 프랑스는 중국 내에서의 영국의 활동을 돕고, 베트남 내에서 프랑스인 선교사들에 대한 박해에 대한 보복이라는 핑계를 내세웠다. :27

##### 뜨득 황제
프랑수아 기조는 세실을 베트남으로 보내어 가톨릭교회 선교사인 도미니크 르페브르(Dominique Lefèbvre) 주교를 구출해 오도록 했다.(1845년) :5 1847년에 즉위한 뜨득 황제도 선대에 이어 보수주의와 쇄국정책을 펼쳤다. 1847년, 2명의 프랑스인 선교사들(베트남에 은밀히 들어갔다가 2번째로 수감된 도미니크 르페브르 주교와 뒤클로스)이 수감되자 이들을 구출하고, 베트남에서의 기독교 신앙의 자유를 얻어내기 위하여 :28 세실은 2대의 전함(글르와르, 빅토리외즈)과 라피에르(Augustin de Lapierre) 대령을 다낭에 보냈다. :5 만약 라피에르 대령이, 르페브르 주교가 이미 자유의 몸이 되어 싱가포르로 가는 길이었다는 점을 미리 알았더라면, 라피에르는 베트남의 배들의 마스트를 해체함으로써 공격을 개시하지 않았을 것이다. :5 협상이 아무 성과없이 결렬되자 결과적으로 1847년 4월 14일, 프랑스는 다낭 항에 정박중이던 나머지 다섯척의 황동 갑판으로 되어 있는 배들을 침몰시키는 공격을 이어갔다. :5 1847년 4월 15일, 프랑스 함대와 베트남 배들간의 전투(다낭 폭격)가 벌어져, 베트남 배들중 세 척이 침몰하고 프랑스 함대는 도망쳐 나왔다. :28

##### 나폴레옹 3세
한편, 프랑스에서는 나폴레옹 3세가 쿠데타(1851년)로 황제의 자리에 올랐다. 그는 "프랑스가 동아시아에 세력을 확장하지 않는다면 2류 국가로 전락할지도 모른다"는 믿음을 가지고 있었다. 또한, 프랑스가 문명화된 서구 문화를 전파해야 할 임무를 띠고 있다는 사상이 퍼져 있었다. 결국 프랑스의 베트남 진출은 베트남을 식민지로 삼으려는 목적이었다.:335~337 나폴레옹 3세의 프랑스는 영국과 연합하여 제2차 아편 전쟁(1856년~1860년)을 치르는 한편:335~337 인도차이나에 프랑스 식민지를 구축하기 위한 단계들을 밟아 나갔다. 스페인 출신의 호세 마리아 디아스 신부가 베트남에서 순교하자 (1857년 7월 20일, →Thomasian Martyrs), 그는 프랑스의 로마 가톨릭 선교사들에 대한 베트남의 박해에 응징하고 베트남 조정에 프랑스군의 베트남 주둔을 강요하고자 전쟁의 개시를 승인(1858년)하였다. 이로써 1858년부터 베트남과 프랑스는 전쟁에 돌입하였다. 프랑스 해군은 리고 드 주누이 제독 지휘하에 다낭과 사이공을 점령(각각 1858년 9월 1일과 1859년 2월 17일)하였다. 사이공의 점령은 프랑스의 인도차이나 식민지화의 시작이었다. 그리고, 프랑스 해군은 남부 베트남의 요충지에서 베트남군을 패퇴시켰다. 프랑스는 1861년에는 대대적인 침략을 감행하였다. 결국 뜨득 황제는 1862년 항복하고 만다. 프랑스와 베트남 간에는 불평등 내용을 담은 사이공 조약을 체결하고:335~337 전쟁은 종결되었다.(→베트남-프랑스 전쟁) 사이공 조약의 주요 내용은 다음과 같다: (1) 남부 베트남의 비엔호아성, 자딘성, 딘뜨엉성 3개 성을 할양한다.(2) 베트남은 프랑스에게 막대한 전쟁 배상금을 지불한다. (3) 프랑스의 전함이 메콩강을 자유 항해하는 것을 허용한다.(4) 프랑스의 베트남 내에서의 자유로운 가톨릭 포교 특권을 인정한다. (5) 3개의 항구를 프랑스와의 무역을 위해 개항한다. (6) 베트남이 다른 나라와 교섭할 때 프랑스 황제의 동의를 받도록 한다. (↔응우옌 왕조)

### 홍강 통상 문제와 북부 베트남 공략

#### 1867년~1883년
응우옌 왕조에서는 1865년에 레 왕조의 후손이라 자칭하는 사람의 반란 등, 반란이 빈번히 일어났고, 1867년 태평천국 계통의 오곤(吳鯤)의 흑기군이 침입해와서 프랑스와 대립하였다. 1867년 프랑스는 남부 베트남과 사이공을 점령하고 코친차이나로 개명했고 코친차이나의 식민지화에 성공한 프랑스는 메콩강을 이용한 중국 윈난과의 통상로 개발을 추진했다. 상세한 조사를 한 결과, 메콩강 중류는 현재의 라오스, 캄보디아 국경 지대를 중심으로 급류 및 암초가 많아 그 상류로는 항해가 불가능하였으므로 통상로로 이용하는 것은 어려웠다.:335~337 그리하여 프랑스는 대안으로서 통킹에서 홍강을 거슬러 올라가 중국 윈난에 도달하는 통상로를 주목했다. 1871년 프랑스의 모험가이자 상인인 장 뒤퓌(Jean Dupuis)가 홍강을 통해 윈난에 도달할 수 있다는 사실을 발견하고, 1872년 11월 뒤퓌는 베트남 정부의 허가를 받지 않은 채 무장군대를 태우고 홍콩을 출발해 홍강까지 물건을 실어 나르기로 작정했다. 위협도 하고 뇌물도 쓰면서 베트남인들의 저지를 뚫고 마침내 윈난으로 수하물을 운반했으나, 하노이로 돌아온 그는 자신을 도와준 베트남 동료들이 투옥되고 그의 배와 부하들은 앞으로 홍강에서 장사를 못하게 된 사실을 발견했다. 뒤퓌로부터 보호요청을 받은 프랑스령 코친차이나(베트남 남부) 총독 마리 쥘 뒤프레(Marie-Jules Dupré, 재위 1871~74년)는 사건조사를 명목으로 프란시스 가르니에 해군 대령을 하노이에 파견하였다. 뒤퓌의 요청을 받은 가르니에는 1873년 11월 5일 하노이에 도착해 베트남 관료들과 정면대결을 시작했다. 11월 20일 무장이 잘 된 소규모 군대를 이끌고 하노이 성채를 공격해 수적으로 우세한 베트남 군대를 이겼고, 그뒤에도 계속 공격을 시도해 송코이 강 삼각주의 여러 곳을 점령했다. 또한, 하이즈엉, 닌빈 등지를 공격하였다.:335~337 그러나 12월 중순경 베트남 정부는 류융푸가 이끄는 중국 흑기군에 협력을 요청했고, 마침내 1873년 12월 21일 가르니에는 하노이 성채를 공격해 온 흑기군을 격퇴하려다가 전사했다. 그러나 베트남은 프랑스의 외교적인 압력 아래 사이공에서 1874년 3월에 평화와 연맹조약(이를 "제2차 사이공 조약", "갑술조약"이라고도 한다.)을 체결하였다. 그 내용은 다음과 같다.

- 프랑스와 베트남은 영구연맹하며, 베트남을 독립국으로 승인한다.
- 베트남은 대외정책은 프랑스의 대외정책과 부합하여야 한다.
- 베트남에서 천주교는 자유롭게 포교할 수 있다.
- 하노이를 개항하고, 영해에서 운남에 이르는 수로로 대외무역을 개방하여, 프랑스 영사는 치외법권을 향유한다.
- 조약체결 1년만에 후에에 공사를 파견한다.:335~337

결과적으로 이 조약은 베트남을 독립국으로 인정하는 대신 기존 중국의 베트남에 대한 종주권을 부인하는 것이었다.:335~337
프랑스는 프로이센-프랑스 전쟁(1870년 7월 19일 – 1871년 5월 10일)에서 패한 이후, 점차 국력을 회복하여 베트남에 대한 적극적인 진출을 기도하고, 1881년에 프랑스 의회는 240만 프랑을 베트남에서 군비로 사용하도록 승인하였다. 1881년말, 홍강을 거슬러 올라가고 있던 프랑스인이 흑기군에 저지되는 사건이 발생했다. 프랑스령 코친차이나(베트남 남부) 총독 르 밀 드 비렐 제독은 갑술조약(또는 제2차 사이공 조약, 1874년) 위반을 문책하기 위해 프랑스 교지지나 해군함대 사령관 앙리 리비에르(Henri Rivière) 해군 대령을 하노이에 파견하였다. 1882년초에 하노이에 도착한 리비에르는 교섭이 무익하다고 판단해 즉시 군사행동을 개시하여 1882년 4월에 하노이를 점령했다. 그리고 다음해 1883년에는 흑기군에 대한 공격을 시작하였다. :337~339 뜨득의 원군 요청을 받은 청나라는 통킹 지방에 출병하였고, 흑기군도 떠이 선(西山)을 거점으로서 프랑스군과 대치했다.
한편, 1882년에 청나라의 이홍장은 프랑스 공사 보우리(Bou-ree)와 톈진에서 담판을 시작하여 가조약 3조에 합의하였다. 즉 중국은 군대를 운남, 귀주 성으로 철수시키고, 프랑스도 베트남을 침략점거하지 않으며, 베트남 국왕의 위신을 떨어뜨리지 않을 것이며, 보승(保勝)을 개항하여 중국과 프랑스가 여기에서 무역하며, 또한 이곳을 중국의 영토와 같은 비율로 세금을 징수하고, 중국과 프랑스는 경계를 설정하여 베트남 북부의 자치를 보호한다고 하였다. :337~339 톈진 담판의 가조약이 체결되자 프랑스군은 철군하고 군대를 파견하여 베트남 북부의 변경을 순시하였는데, 이 사실을 몰랐던 흑기군은 이들과 충돌을 일으켜 프랑스군을 물리쳤다. :337~339
위기를 맞이한 응우옌 왕조에서는 급기야 1883년 7월 9일, 뜨득 황제가 사망한다. 이어 7월 20일 죽득 황제가 즉위하지만, 여자를 밝히는 성격이라는 이유로 완조 실권을 장악하고 있던 완문상과 존실설에 의해 불과 3일 후인 7월 23일 폐위되고 7월 30일에 히엡호아 황제가 옹립 되었다. 응우옌 왕조 내부의 극심한 혼란을 틈타 프랑스는 후에 공략을 결정하고, 1883년 8월에 후에의 외항인 후안을 공략하고 그대로 후에로 진격하자 응우옌 왕조는 저항하지 못하고 강화를 요청하여, 계미조약(제1차 후에조약, 아르망 조약)이 체결되게 된다. 이 조약으로 응우옌 왕조는 프랑스의 보호국이 되어, 안남(중기)은 완조에 의한 통치를 인정하였지만, 통깅(북기)에는 프랑스 영사관을 설치, 비엔투안 성을 프랑스에게 할양하며, 프랑스는 홍강의 양안에 군사 보급지를 설치하고 흑기군을 축출하기로 하였다. 이 소식이 청나라에 전해지자 주전파들은 베트남의 원조를 주장하였다. 단지 공친왕과 이홍장은 무력 사용을 반대하고 외교적인 방법으로 베트남 문제를 해결하려고 하여 '이홍장-트리코 회담'이 다시 시작되었다. 여기에서 북위 20도선을 경계로 하자는 이홍장의 주장과 북의 22도를 경계로 하자는 프랑스의 주장이 대립하여 결렬되고 결국, 프랑스는 무력으로 베트남 문제를 해결하고자 흑기군에 대하여 공격을 시작했다. :337~339
히엡호아 황제는 즉위 후 완문상, 존실설의 두 명을 숙청하려 했지만, 반대로 두 사람에 의해 독살(11월 29일)되어 끼엔푹 황제가 옹립(12월 2일)되었다. 1883년 12월에 흑기군은 반격하여 하노이를 탈환하고 프랑스의 리비에르는 전사(1883년)했다. 패전 소식을 들은 프랑스 정부는 베트남 정벌군 파견을 결정하고, 응우옌 왕조와 프랑스 사이의 긴장도 높아졌다.

### 프랑스의 베트남 전역 지배

#### 1884년~1945년
프랑스는 1884년 4월에 포르니에르(Fo.E.Fournier)를 청나라에 파견하여 이홍장과 담판하게 하였다. 그 결과, 청은 프랑스의 베트남 보호권을 승인하고 베트남에 주둔하고 있던 청군을 변경으로 철수시키기로 하는 대신, 프랑스는 중국의 변경을 침범하지 않는다는 5개조로 된 '청-프 간명조약'을 체결하였다. :337~339 1884년 6월에는 갑신조약(제2차 후에조약, 파트노트르 조약)이 체결되어 응우옌 왕조는 완전히 프랑스의 지배하에 들어가게 되었다. 이 조약으로 베트남은 프랑스의 보호국임을 받아들이고, 프랑스는 통감을 베트남에 두기로 하였다. :337~339 간명조약 체결 이후 철군 명령을 전해받지 못한 베트남 주둔 청나라 군대와 홍강(홍하)를 순시하려는 프랑스 군대 사이에 충돌이 일어나게 되었는데, 이를 '북려충돌'이라 부른다. 이 때 청조에서는 주전파 장지동을 다시 양광총독으로 임명하고 진보침과 장패륜을 광동과 복건에 보내 군무를 처리하도록 하는 한편, 베트남에 있는 유영복을 데려오도록 하였다. :339~341
프랑스도 대대적인 중국 침략계획을 수립하고 해군에게 타이완 섬의 기륭을 공격하도록 하는 한편, 복곤의 마미(馬尾)를 공격하여 청나라의 복건 함대를 패퇴시켰다. :339~341 끼엔푹 황제는 즉위 후 불과 8개월 만에 사망(1884년 7월 31일)하고, 끼엔푹 황제의 남동생인 함응이 황제가 즉위(8월 2일)했다. 프랑스의 공격에 대해 청은 지금까지의 타협정책을 버리고 8월 6일에 정식으로 프랑스에게 선전포고하였다. 우선 육로로 군대를 신속하게 베트남으로 이동시키는 한편 연해의 해군에 대하여는 프랑스군의 공격을 철저하게 방어하도록 지시하였다. 육로의 작전은 주로 중국과 베트남의 국경과 베트남의 영토에서 진행되었다. 그러나 프랑스군의 공격으로 1884년 2월에 변경의 요지인 진남관이 함락되었다가 풍자재가 이끄는 군대의 공세로 겨우 수복하였다. 해로의 경우 전세가 중국에게 유리하지 못하였으나 프랑스에게도 결코 유리한 편은 아니었다. :339~341
이때 영국, 미국, 독일 등이 조정에 나섰는데, 특히 영국은 총세무사인 하트를 이용하였다. 하트는 영국정부로부터 위임을 받고 중국해관의 영국 런던사무처의 캄벨(James Dunean Campbell)을 1885년 4월에 프랑스 파리시로 파견하여 '청-프 간명조약이 유효하다'는 전제 아래 프랑스와 정전협정을 체결하였다. :339~341 그리하여 청불 전쟁은 끝났으며, 1885년 6월에 이홍장과 프랑스 공사인 쥘 파트노트르 사이에 톈진에서 "청-프 신약" (혹은 톈진 협약)을 체결하였다. 그 내용은 중국이 베트남을 프랑스의 보호국으로 인정하였다. 이로써 청나라는 응우옌 왕조에 대한 종주권을 상실하게 되었다. 또한, 중국과 베트남의 변경 두 곳의 통상 장소를 정하기로 하는 한편, 프랑스 화물은 베트남과 광서 변경에서 관세율을 감하기로 하고, 이후 중국에서 철도를 건설할 때 프랑스와 협상하도록 하였다. :339~341
1885년 7월(음력 5월 23일), 프랑스의 고압적 태도에 반발한 존실설은 쿠데타를 일으켜, 후에의 프랑스 주둔군 및 프랑스인들을 습격해 프랑스 세력을 제거하려 하였다. 프랑스군은 즉각 반격을 시작해 궁성을 점거했다. 존실설은 함응이 황제를 데리고 북방의 광평성으로 도피하여 프랑스 세력에 대항하기 위해 베트남 각지에 격문을 돌렸다. 프랑스는 함응이 황제의 후에 귀환과 존실설의 체포에 열을 올렸지만, 산 속에서 게릴라전을 하는 두 사람을 체포하지 못하고, 1885년 9월에 함응이 황제의 퇴위를 선언하고 동경제를 옹립했다. 그 후도 프랑스에 대한 항쟁은 계속되었지만, 근대적인 프랑스군에 번번이 패하게 된다. 함응이 황제도 광평의 오지 산골에서 저항을 계속했지만, 1888년 11월에 프랑스군에 체포되어 알제리에 유배되고, 존실설은 청나라에 망명하였다. 반정봉이나 황화탐에 의한 저항이 계속되었지만, 그들도 19세기 말에는 거의 진압되어 프랑스의 본격적인 베트남 통치 시대를 맞이하게 되었다.
이와 같이, 1859년부터 1885년까지 프랑스는 무력을 통해 타이와 미얀마를 제외한 인도차이나 반도(즉, 현재의 베트남, 캄보디아, 라오스)를 식민지화하여 프랑스령 인도차이나(1885년)를 세웠다. 이로써 베트남 전역이 프랑스령 인도차이나에 포함되었다. 프랑스는 베트남 사회에 뚜렷한 정치적 및 문화적 변화를 가져온다. 근대 교육의 서구적인 체계가 도입되고 베트남 사회에 기독교가 전파되었다.(→응우옌 왕조·프랑스령 인도차이나)

### 베트남의 독립 운동
프랑스에 의한 베트남 통치가 시작된 이후 응우옌 왕조에게는 사법, 행정권 외에 전례, 은사, 훈장 수여 등의 명목적인 권한만이 주어지고 있었다. 이러한 상황 속에서 지금까지의 무력투쟁에 의한 응우옌 왕조 재흥으로부터, 유럽의 선진적인 문물과 사상을 배워 근대화를 도모할 필요성이 주창되어 일본 유학에 의한 베트남 근대화를 도모하는 동유운동으로 발전했다. 이러한 운동은 점차 급진적인 민족운동으로 발전해 프랑스 당국의 압력을 받게 되었다.
1889년 타인타이 황제가 11세의 나이로 즉위했지만, 1907년 9월, 프랑스의 압력으로 퇴위하여 아들인 주이떤 황제에게 양위를 하였다. 1914년에 발발한 제1차 세계대전은 정체된 응우옌 왕조 내부에도 큰 영향을 주었다. 제1차 세계대전의 영향하에 의해 프랑스군의 방위력이 약해지자 1916년 5월 2일에 판보이쩌우(Phan Bội Châu)가 조직 한 베트남 광복회의 반란 계획에 호응 하여 후에 왕궁을 탈출했지만, 6일 만에 체포되어 주이떤 황제를 옹위하여 반프랑스 혁명이 계획되었지만, 사전에 비밀이 누설되어 계획이 탄로나게 된다. 주이떤 황제는 아버지 타이타인과 함께 아프리카의 프랑스령 레위니옹 섬에 유배를 가고 대신 카이딘 황제가 즉위했다.
1925년에 카이딘 황제가 붕어하자 프랑스 유학 중이던 바오다이 황제가 귀국하여 즉위했다. 그가 즉위할 때 황제의 사법, 행정권이 프랑스에 귀속되었다. 바오다이 황제는 즉위 후 다시 프랑스로 유학을 갔다가 1932년에 귀국해 프랑스로부터의 독립을 목표로 하여 입헌적인 정치개혁을 목표로 했지만 보수파의 저항에 의해 포기하고 말았다.

### 일본군의 진주와프랑스령 인도차이나의 종전
중일전쟁(1937년~1945년)이 격화되면서, 일본 제국 육군은 베트남으로부터 국민당 정부로의 물자수송로를 차단하기 위하여 프랑스령 인도차이나의 북부에 진주할 필요성이 대두되었다. 제2차 세계 대전의 유럽 전선에서는 1940년 프랑스가 독일에 무릎을 꿇었고, 비시 프랑스가 임명한 장 드꾸(Jean Decoux) 장군의 프랑스령 인도차이나 정부는 일본과 협력하여 일본군의 베트남 주둔을 허용하는 조약에 서명하여 1940년에 일본군은 베트남 북부에 진출하고, 1941년은 베트남 남부에도 진주하였다. 바오다이 황제는 프랑스와 적대하는 일본군에 협력했다. 일본군은 태평양전쟁 말기인 1945년 3월까지 프랑스령 인도차이나 정부와 공존하였다. 1945년 3월 프랑스의 비시 정권이 몰락하자, 1945년 3월 11일에 베트남에서 프랑스와의 공동통치 체제를 전복시키기 위해 반프랑스 쿠데타가 발발하였다. 즉, 일본군이 명호작전(明号作戰)을 실행하여 프랑스군을 제압하여 프랑스로부터의 독립을 선언한 것이다. 이와 같이 일본의 영향력하에 있고 명목상에 불과한 베트남 제국가 수립되고, 바오다이는 황제가 되었다. 그러나, 일본 제국의 패전과 그 직후의 '베트남 8월혁명'으로 불리는 혁명이 일어나, 8월 30일에는 후에의 궁전에서 바오다이는 퇴위하였고, 143년간 베트남을 통치했던 이르는 응우옌 왕조는 멸망하게 된다. (→응우옌 왕조·프랑스령 인도차이나·베트남 제국)

## 북베트남과 프랑스의 갈등
1945년 9월 호찌민은 하노이를 수도로 하여 베트남 민주 공화국(북베트남)의 독립을 선언하였다.

## 같이 보기
- 베트남계 프랑스인